# Dave Williams (muzyk)
David "Stage" Williams (ur. 29 lutego 1972 w White Plains, zm. 14 sierpnia 2002) – amerykański muzyk metalowy, w latach 1999–2002 członek grupy Drowning Pool.
Pomimo swojej postawy, z której słynął na koncertach, Dave Williams był ceniony za pozytywne i przyjacielskie nastawienie. Pozostali członkowie zespołu oświadczyli w czasie żałoby po śmierci Williamsa, że Dave był sympatycznym człowiekiem, który każdego dnia stawiał sobie za cel by obdarować przynajmniej jedną osobę. Był bardzo koleżeński, zwłaszcza dla swoich fanów. Dave był znany również z nadzwyczajnej szczerości, co pokazał wyjaśniając znaczenie utworu "Sinner". Stosownie do jego niewiarygodnej prezencji na scenie, dostał pseudonim "Stage" od Dimebaga Darrella z Pantery.
Dave Williams zmarł podczas organizowanej przez Ozzy'ego Osbourne'a trasy "Ozzfest". 14 sierpnia 2002 koledzy z zespołu znaleźli 30-letniego Davida martwego w busie. Jak wykazały badania toksykologiczne, Dave Williams zmarł z przyczyn naturalnych. Miał poważną wadę kardiologiczną - przerost mięśnia sercowego.
W 2006 roku piosenkarz został sklasyfikowany na 82. miejscu listy 100 najlepszych wokalistów wszech czasów według Hit Parader.